# Rajdowe Samochodowe Mistrzostwa Polski 1991
Ten artykuł dotyczy sezonu 1991 Rajdowych Samochodowych Mistrzostw Polski.

## Kalendarz[1]
| Runda | Data               | Nazwa rajdu                | Baza rajdu   | Nawierzchnia  | Zwycięzca         | Raport |
| 1     | 23 lutego          | 7. Zimowy Rajd Dolnośląski | Kłodzko      | asfalt/śnieg  | Paweł Przybylski  | Wyniki |
| 2     | 19-20 kwietnia     | 16. Rajd Krakowski         | Kraków       | asfalt        | Marian Bublewicz  | Wyniki |
| 3     | 18 maja            | 19. Rajd Elmot             | Świdnica     | asfalt        | Marian Bublewicz  | Wyniki |
| 4     | 6-7 lipca          | 22. Rajd Festiwalowy       | Opole        | asfalt        | Marian Bublewicz  | Wyniki |
| 5     | 20-21 września     | 39. Rajd Wisły             | Szczyrk      | asfalt/szuter | Marian Bublewicz  | Wyniki |
| 6     | 24-26 października | 11. Rajd Karkonoski        | Jelenia Góra | asfalt/szuter | Marek Gieruszczak | Wyniki |

## Klasyfikacja generalna kierowców[1]
Punkty w klasyfikacji generalnej przyznawano za 10 pierwszych miejsc według systemu: 20-15-12-10-8-6-4-3-2-1. Do końcowych punktacji zaliczano zawodnikom 4 najlepsze wyniki. Wyniki pierwszych dziesięciu kierowców:
| Poz. | Kierowca             | ZIM | KRA | ELM | FES | WIS | KAR  | Suma pkt |
| ---- | -------------------- | --- | --- | --- | --- | --- | ---- | -------- |
| 1    | Marian Bublewicz     | NU  | 1   | 1   | 1   | 1   | NU   | 80       |
| 2    | Marek Gieruszczak    | 2   | (4) | 3   | 2   | NU  | 1    | 62       |
| 2    | Paweł Przybylski     | 1   | 3   |     | NU  | 2   | 2    | 62       |
| 4    | Romuald Chałas       | 3   | NU  | (7) | 3   | 3   | 3    | 48       |
| 5    | Andrzej Koper        | NU  | 2   | 2   | NU  | NU  | 4    | 40       |
| 6    | Saulius Girdauskas   |     | 5   | (8) | 5   | 4   | 5    | 34       |
| 7    | Marek Sadowski       | NU  | NU  | 5   | 6   | NU  | 6    | 20       |
| 8    | Robert Herba         | 11  | 7   | 6   | 10  | 5   | (10) | 19       |
| 9    | Vitautas Sabataitis  |     | NU  | 4   | 9   | 6   | NU   | 18       |
| 10   | Krzysztof Hołowczyc  | 5   | 8   | 10  | 12  | 8   | (8)  | 17       |
| 11   | Wiesław Stec         | NU  | 17  | 12  | 4   | 7   | NU   | 14       |
| 12   | Mirosław Krachulec   | 4   | 9   |     | 13  | 9   | NU   | 14       |
| 13   | Sławomir Szaflicki   | 8   | NU  |     | 8   | 10  | NU   | 7        |
| 14   | Adam Grycan          | 6   | NU  |     |     |     |      | 6        |
| 14   | Jan Kościuszko       |     | 6   |     |     | NU  | NU   | 6        |
| 16   | Robert Gryczyński    | 9   | NU  |     | 7   | NU  |      | 6        |
| 17   | Piotr Kufrej         | 7   | 16  | 14  |     | 11  |      | 4        |
| 17   | Lesław Orski         | 21  |     |     | NU  | NU  | 7    | 4        |
| 19   | Maciej Kołomyjski    | 14  | 11  | 9   | NU  |     |      | 2        |
| 19   | Rolandas Mackavicius |     |     |     |     |     | 9    | 2        |
| 21   | Robert Zaremba       | 10  | NU  | 11  | 15  | NU  |      | 1        |
| 21   | Jerzy Pajdak         |     | 10  |     |     |     |      | 1        |

| Kolor     | Opis                   |
| --------- | ---------------------- |
| Złoty     | Zwycięzca              |
| Srebrny   | 2. miejsce             |
| Brązowy   | 3. miejsce             |
| Zielony   | Punktowane miejsce     |
| Niebieski | Ukończył nie punktował |
| Fioletowy | Nie ukończył NU        |
| Czarny    | Wykluczony X           |
| Biały     | Nie wystartował NW     |
| Puste     | Nie brał udziału       |

| Poz. | Kierowca             | ZIM | KRA | ELM | FES | WIS | KAR  | Suma pkt |
| ---- | -------------------- | --- | --- | --- | --- | --- | ---- | -------- |
| 1    | Marian Bublewicz     | NU  | 1   | 1   | 1   | 1   | NU   | 80       |
| 2    | Marek Gieruszczak    | 2   | (4) | 3   | 2   | NU  | 1    | 62       |
| 2    | Paweł Przybylski     | 1   | 3   |     | NU  | 2   | 2    | 62       |
| 4    | Romuald Chałas       | 3   | NU  | (7) | 3   | 3   | 3    | 48       |
| 5    | Andrzej Koper        | NU  | 2   | 2   | NU  | NU  | 4    | 40       |
| 6    | Saulius Girdauskas   |     | 5   | (8) | 5   | 4   | 5    | 34       |
| 7    | Marek Sadowski       | NU  | NU  | 5   | 6   | NU  | 6    | 20       |
| 8    | Robert Herba         | 11  | 7   | 6   | 10  | 5   | (10) | 19       |
| 9    | Vitautas Sabataitis  |     | NU  | 4   | 9   | 6   | NU   | 18       |
| 10   | Krzysztof Hołowczyc  | 5   | 8   | 10  | 12  | 8   | (8)  | 17       |
| 11   | Wiesław Stec         | NU  | 17  | 12  | 4   | 7   | NU   | 14       |
| 12   | Mirosław Krachulec   | 4   | 9   |     | 13  | 9   | NU   | 14       |
| 13   | Sławomir Szaflicki   | 8   | NU  |     | 8   | 10  | NU   | 7        |
| 14   | Adam Grycan          | 6   | NU  |     |     |     |      | 6        |
| 14   | Jan Kościuszko       |     | 6   |     |     | NU  | NU   | 6        |
| 16   | Robert Gryczyński    | 9   | NU  |     | 7   | NU  |      | 6        |
| 17   | Piotr Kufrej         | 7   | 16  | 14  |     | 11  |      | 4        |
| 17   | Lesław Orski         | 21  |     |     | NU  | NU  | 7    | 4        |
| 19   | Maciej Kołomyjski    | 14  | 11  | 9   | NU  |     |      | 2        |
| 19   | Rolandas Mackavicius |     |     |     |     |     | 9    | 2        |
| 21   | Robert Zaremba       | 10  | NU  | 11  | 15  | NU  |      | 1        |
| 21   | Jerzy Pajdak         |     | 10  |     |     |     |      | 1        |

| Kolor     | Opis                   |
| --------- | ---------------------- |
| Złoty     | Zwycięzca              |
| Srebrny   | 2. miejsce             |
| Brązowy   | 3. miejsce             |
| Zielony   | Punktowane miejsce     |
| Niebieski | Ukończył nie punktował |
| Fioletowy | Nie ukończył NU        |
| Czarny    | Wykluczony X           |
| Biały     | Nie wystartował NW     |
| Puste     | Nie brał udziału       |

Podział samochodów startujących w RSMP na grupy według regulaminów FIA:
- Grupa N - Samochody turystyczne wyprodukowane w ilości co najmniej 5000 egzemplarzy w ciągu kolejnych 12 miesięcy. Prawie całkowity zakaz przeróbek mających na celu poprawienie osiągów samochodu.
- Grupa A - Samochody turystyczne wyprodukowane w ilości co najmniej 5000 egzemplarzy w ciągu kolejnych 12 miesięcy z dużą ilością możliwych przeróbek polepszających osiągi pojazdu.

Punkty w klasach przyznawano za 6 pierwszych miejsc według systemu: 9-6-4-3-2-1. Do końcowych punktacji zaliczano zawodnikom 4 najlepsze wyniki. 
Pogrubioną czcionką wyróżniono zdobywców tytułów Mistrzów i Wicemistrzów Polski. 

### Klasa A-14[1]
Klasa A-14 obejmowała marki FSO 1600 i Polonez 1600 gr. A
| Msc | Kierowca         | Samochód                  | Punkty |
| --- | ---------------- | ------------------------- | ------ |
| 1   | Krzysztof Godwod | FSO 1600                  | 24     |
| 1   | Piotr Świeboda   | Polonez 1600              | 24     |
| 3   | Piotr Wróbel     | Polonez 1600/Polonez 1500 | 15     |

### Klasa A-13[1]
Klasa A-13 obejmowała samochody gr. A powyżej 1600 cm3
| Msc | Kierowca          | Samochód                              | Punkty |
| --- | ----------------- | ------------------------------------- | ------ |
| 1   | Marian Bublewicz  | Ford Sierra RS Cosworth/Mazda 323 4WD | 36     |
| 1   | Paweł Przybylski  | Audi Coupe Quattro                    | 25     |
| 3   | Marek Gieruszczak | Toyota Celica GT4                     | 22     |

### Klasa A-12[1]
Klasa A-12 obejmowała pozostałe samochody gr. A do 1600 cm3
| Msc | Kierowca            | Samochód           | Punkty |
| --- | ------------------- | ------------------ | ------ |
| 1   | Saulius Girdauskas  | Łada 2108 Samara   | 36     |
| 2   | Vitautas Sabataitis | Łada 2108 Samara   | 21     |
| 3   | Piotr Kufrej        | Toyota Corolla GTi | 20     |

### Klasa A-10[1]
Klasa A-10 obejmowała samochody produkcji FSM gr. A do 700 cm3
| Msc | Kierowca        | Samochód         | Punkty |
| --- | --------------- | ---------------- | ------ |
| 1   | Mariusz Ficoń   | Polski Fiat 126p | 29     |
| 2   | Robert Bałtyn   | Polski Fiat 126p | 24     |
| 3   | Maciej Maleszko | Polski Fiat 126p | 16     |

### Klasa N-04[1]
Klasa N-04 obejmowała samochody gr. N z silnikami powyżej 2000 cm3
| Msc | Kierowca            | Samochód                    | Punkty |
| --- | ------------------- | --------------------------- | ------ |
| 1   | Marek Sadowski      | Mazda 323 4WD               | 27     |
| 2   | Krzysztof Hołowczyc | Mazda 323 4WD               | 25     |
| 3   | Mirosław Krachulec  | Mazda 323 GTX/Mazda 323 4WD | 18     |

### Klasa N-03[1]
Klasa N-03 obejmowała samochody gr. N do 2000 cm3
| Msc | Kierowca         | Samochód                                                | Punkty |
| --- | ---------------- | ------------------------------------------------------- | ------ |
| 1   | Robert Herba     | Opel Kadett GSi 16V                                     | 33     |
| 2   | Waldemar Doskocz | Volkswagen Golf II GTi 16V/Polonez 1600/Opel Kadett GSi | 19     |
| 3   | Andrzej Białowąs | Volkswagen Golf GTi                                     | 14     |

### Klasa N-02[1]
Klasa N-02 samochody gr. N do 1600 cm3
| Msc | Kierowca              | Samochód             | Punkty |
| --- | --------------------- | -------------------- | ------ |
| 1   | Maciej Kołomyjski     | Suzuki Swift GTi 16V | 24     |
| 2   | Krzysztof Żelechowski | Suzuki Swift GTi     | 13     |
| 3   | Dariusz Wirkijowski   | Suzuki Swift GTi     | 12     |

### Klasa N-01[1]
Klasa N-01 samochody marki Polski Fiat 126p gr. N
| Msc | Kierowca        | Samochód         | Punkty |
| --- | --------------- | ---------------- | ------ |
| 1   | Jacek Sikora    | Polski Fiat 126p | 24     |
| 2   | Jan Hamera      | Polski Fiat 126p | 21     |
| 3   | Polikarp Kopiec | Polski Fiat 126p | 17     |

### Klasyfikacja zespołowa[1]
| Msc | Zespół                        | Punkty |
| --- | ----------------------------- | ------ |
| 1   | Autoklub Rzemieślnik Warszawa | 45     |
| 2   | Automobilklub Dolnośląski     | 6      |
| 3   | Automobilklub Krakowski       | 6      |